# (2522) Triglav
(2522) Triglav est un astéroïde de la ceinture principale.

## Description
(2522) Triglav est un astéroïde de la ceinture principale. Il fut découvert le 6 août 1980 à l'Observatoire Kleť par Zdeňka Vávrová. Il présente une orbite caractérisée par un demi-grand axe de 3,02 UA, une excentricité de 0,06 et une inclinaison de 8,8° par rapport à l'écliptique.
Il est nommé en référence à Triglav, divinité de la mythologie slave.